# Greg Herbert
Gregory Delano „Greg“ Herbert (* 19. Mai 1947 in Philadelphia; † 31. Januar 1978 in Amsterdam) war ein US-amerikanischer Jazz-Musiker (Saxophone, Klarinette, Flöten).

## Leben und Wirken
Herbert begann mit zwölf Jahren Altsaxophon zu spielen. 1964 spielte er kurz im Duke Ellington Orchestra, bevor er zwischen 1965 und 1971 Musik an der Temple University studierte. 1968 entstanden Aufnahmen mit Pat Martino (Baiyina). Herbert brach schließlich sein Studium ab, um bei Woody Herman and His Orchestra zu spielen, mit dem er 1974 auf dem Montreux Jazz Festival gastierte. 1975 wurde er bei einer Aufnahmesession des Harold-Danko-Quartetts als Solist besonders hergehoben. Von 1975 bis 1977 gehörte er dem Thad Jones/Mel Lewis Orchestra an. Außerdem arbeitete er mit Chuck Israels’ National Jazz Ensemble, Johnny Coles und Chet Baker.
Herbert, der 1978 in Amsterdam während einer Tournee mit Blood, Sweat & Tears an den Folgen von Drogenkonsum starb, wirkte zwischen 1964 und 1977 an 31 Aufnahmesessions mit.

## Diskographische Hinweise
- Woody Herman: The Raven Speaks (Fantasy, 1972)
- Woody Herman: Feelin’ So Blue (OJC, 1973–75)
- Thad Jones/Mel Lewis: New Life (Dedicated to Max Gordon) (A&M/Horizon Records, 1976)
- Johnny Coles: Katumbo (Dance) (1971)
- The Harold Danko Quartet Featuring Gregory Herbert (Inner City Records, 1975)
- Chet Baker: Once Upon a Summertime (OJC, 1977)

## Lexikalischer Eintrag
- Leonard Feather, Ira Gitler: The Biographical Encyclopedia of Jazz. Oxford University Press, New York 1999, ISBN 0-19-532000-X.